# 루크 브라이언
루크 브라이언(Luke Bryan, 1976년 7월 17일 ~ )은 미국의 컨트리 가수이다.